# Lewis Binford
Lewis Roberts Binford (Norfolk, Virginia, 21 november 1930 – Kirksville, Missouri, 11 april 2011) was een Amerikaans archeoloog, die bekend was als de leider van de New Archaeology-beweging in de jaren 1950 en 1960.

## Achtergrond
Binford groeide op in een landelijk deel van Virginia aan de Atlantische kust. Zijn vader was timmerman. Toen hij aan zijn proefschrift werkte en geld nodig had benutte hij zijn vaardigheden op timmergebied door een eigen aannemersbedrijf te beginnen. Zijn interesse in de antropologie werd gewekt toen hij in het Amerikaanse leger als tolk werkte in plattelandsdorpen in het naoorlogse Okinawa. Binford behaalde een BA-graad aan de Universiteit van North Carolina en eerst een MA en in 1964 een Ph.D. aan de Universiteit van Michigan. 

## Carrière
Binford was van 1968-1991 hoogleraar archeologie aan de Universiteit van New Mexico. Daarna was hij verbonden aan de Southern Methodist University. Een artikel in de Scientific American (november-december 1999) beschreef Binford als "'zeer waarschijnlijk de meest invloedrijke archeoloog van zijn generatie.'
Binford Lewis is vooral bekend door zijn bijdragen aan de archeologische theorie en zijn bevordering van het etno-archeologisch onderzoek. Als vooraanstaand voorvechter van de New Archaeology-beweging in de jaren zestig werkte hij een aantal ideeën uit, die rijpten tot het zogenaamde processualisme. Hij en anderen hebben betoogd dat in de archeologie de nadruk moet worden gelegd op de toepassing van wetenschappelijke methoden, alsmede dat de hypothetisch-deductieve methode in de archeologie moet worden toegepast. 
Lewis legt een sterke nadruk op algemeenheden en de manier waarop mensen zich aanpassen aan hun ecologische niche, waarbij hij cultuur definieert als de extrasomatische middelen om zich aan die ecologische niche aan te passen. Deze opvatting weerspiegelt de invloed van zijn promotor, Leslie White. Binfords werk kan grotendeels worden gezien als een reactie op de cultuurgeschiedkundige benadering, die voorafging aan de processuele archeologie. De New Archaeology-beweging werd lange tijd beschouwd als een revolutie in de archeologische theorie. In de laatste jaren wordt deze bewegingen meer gezien als het resultaat van geleidelijke veranderingen in het archeologisch perspectief, dankzij de hernieuwde belangstelling voor Walter Taylors A study of archeology - een werk dat Binford zelf heeft aangehaald als een belangrijke invloed op zijn eigen werk.
Binford is betrokken geweest bij diverse publieke debatten, waaronder een debat met James Sackett over de aard en functie van stijl en een debat over symboliek en methodologie met Ian Hodder. Binford heeft zich uitgesproken over en heeft gereageerd op een aantal scholen binnen het archeologisch denken, met name de post-processuele school, het behaviorisme, en de symbolische en postmoderne antropologie. 
Ook voerde Binford een publieke discussie met de Franse archeoloog François Bordes over de interpretatie van Moustérien-vindplaatsen. Binford was het niet met Bordes eens over de interpretatie van deze stenen voorwerpen. Dit meningsverschil was de impuls voor een groot deel van Binfords theoretisch werk. Bordes verklaarde de variabiliteit in Moustérien-assemblages als het bewijs voor het bestaan van verschillende stammen, terwijl Binford stelde dat de voorwerpen een verschillende functie hadden. Zijn latere onvermogen om de verschillen te verklaren aan de hand van een functionele benadering leidde tot zijn etnoarcheologische werk onder de Nunamiut, een Inupiaq-stam in Alaska, en de ontwikkeling van zijn middle-range-theorie, die theorie en empirie poogt te integreren.
Een deel van zijn vroege werk deed Binford in samenwerking met zijn toenmalige vrouw Sally Binford. Hun bekendste project is de invloedrijke bloemlezing New Perspectives In Archaeology.
Binfords laatste boek, Constructing Frames of Reference (2001) werd intensief bewerkt door Nancy Stone.

## Eerbewijzen
In 2000 ontving hij een eredoctoraat van de Universiteit van Leiden voor zijn rol in de ontwikkeling van een meer wetenschappelijke archeologie. De Amerikaanse vereniging voor Archeologie kende Binford op hun jaarlijkse bijeenkomst in 2005 een Lifetime Achievement Award toe. Op 27 mei 2010 maakte de Internationale Astronomische Unie (IAU) bekend dat zij planetoïde (213629) Binford naar Binford heeft vernoemd.

## Werken
- (en)  Constructing frames of reference. An analytical method for archaeological theory building using hunter-gatherer and environmental data sets (Het construeren van referentiekaders. Een analytische methode voor archeologische theorie op basis van jager-verzamelaars en milieu-dataverzamelingen), Berkeley: University of California Press, (2001) ISBN 0520223934
- (en)  Debating Archaeology (Debatten over archeologie), San Diego: Academic Press, (1989) ISBN 0121000451
- (en)  Faunal Remains from Klasies River Mouth (Dierlijke resten uit de monding van de Klasies), (1984) ISBN 0-12-100070-2
- (en)  In Pursuit of the Past. Decoding the Archaeological Record (Op zoek naar het verleden. De ontcijfering van het archeologisch archief) (1983) ISBN 0-520-23339-5
- (en)  Bones, Ancient Men and Modern Myths (Beenderen, de antieke mens en moderne mythen) (1981) ISBN 0-12-100035-4
- (en)  Nunamiut Ethnoarchaeology (Etno-archeologie van de Nunamiut) (1978) ISBN 0-12-100040-0
- (en)  An archaeological perspective (Een archeologisch perspectief), New York: Seminar Press, (1972) ISBN 0128077506
- (en)  New Perspectives in Archaeology (Nieuwe perspectieven in de archeologie) (1968) ISBN 0-202-33022-2
- (en)  Archaeology as Anthropology (Archeologie als antropologie) (1962)